# Stratocumulus castellanus
Un stratocumulus castellanus est une espèce des nuages du genre stratocumulus qui présente, dans une partie au moins de sa région supérieure, des protubérances convectives en forme de petites tours, ce qui donne généralement à ces nuages un aspect crénelé. Ces petites tours, dont certaines sont plus hautes que larges, reposent sur une base commune et paraissent disposées en lignes ce qui est particulièrement apparent lorsque les nuages sont observés de profil.  

## Formation
Les stratocumulus se forment aux bas niveaux de la troposphère dans une couche relativement mince d’air instable mais qui est surmontée d'une couche supérieur d'air stable. Cette dernière vient ainsi freiner le développement vertical vers des nuages convectifs comme le cumulus ou le cumulonimbus. Les stratocumulus ont donc tendance à s'étaler latéralement au niveau de cette couche en donnant naissance à un banc de nuages qui subsiste seul après que les nuages convectifs se sont désagrégés. 
Les tours de l’espèce castellanus se forment là où la couche inhibitrice est plus mince ou moins marquée. Ce faisant, elles attirent l'humidité de la base stratiforme et l'assèche ce qui finit souvent par donner des tours isolées qui se dissipent par le bas comme à droite dans l'image.